# IC 5250
IC 5250 هو اصطدام مجري، يقع في كوكبة الطوقان.

## روابط خارجية
- IC 5250 على موقع ويكي سكاي: DSS2, SDSS, GALEX, IRAS, Hydrogen α, X-Ray, Astrophoto, Sky Map, Articles and images